# Besessenheit

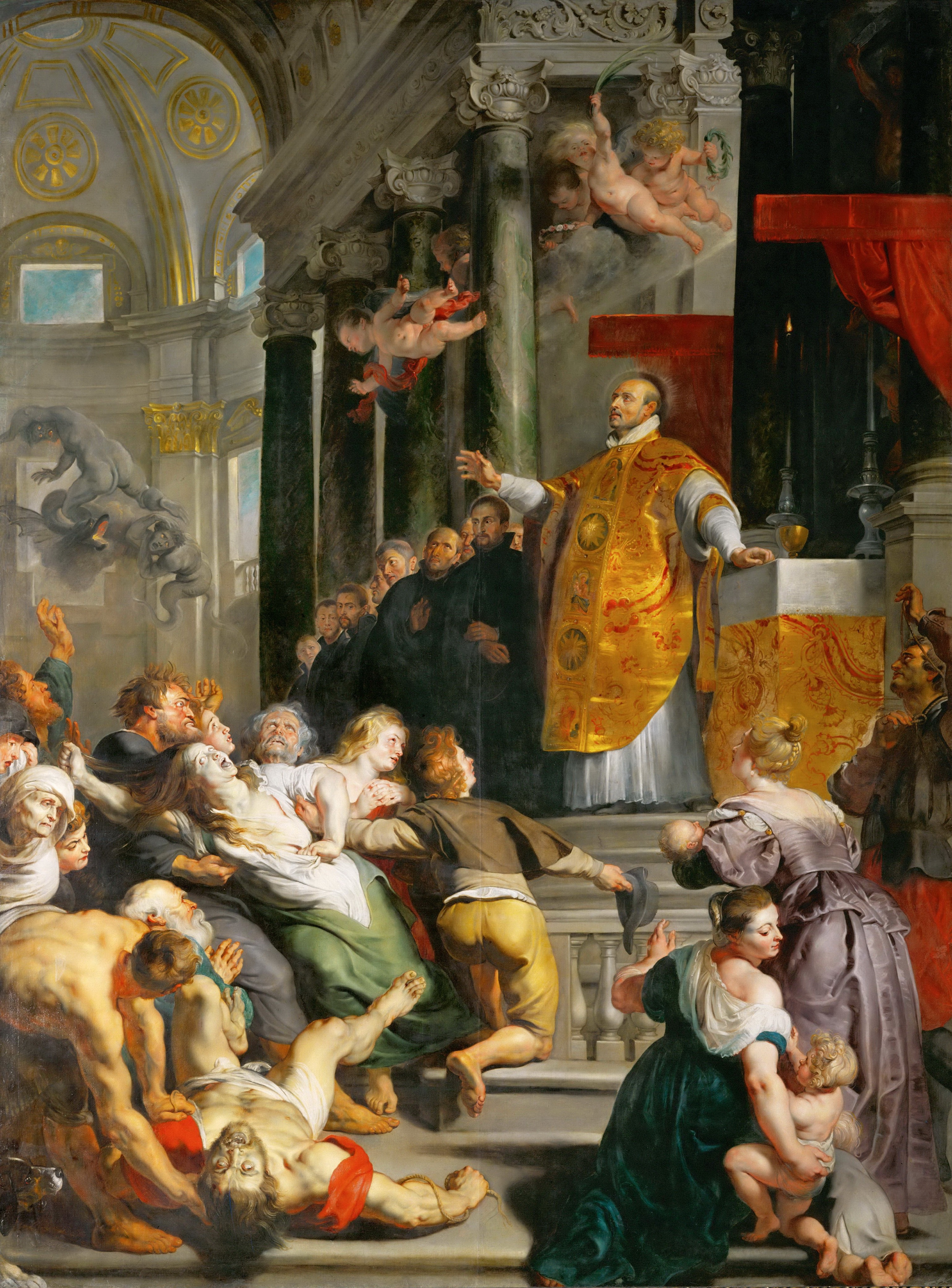
Peter Paul Rubens: „Das Wunder des Hl. Ignatius von Loyola“, 1617/1618. Der Jesuit Ignatius treibt Dämonen aus. Links hat eine besessene Frau einen Krampfanfall und muss von einem Zuschauer gestützt werden. Die Menge blickt gebannt auf die Besessenen oder auf den Heiligen. Links im Hintergrund fliegen die grau dargestellten Dämonen durch das Kirchenschiff davon.

Besessenheit bezeichnet das „Inbesitzgenommensein“ eines Lebewesens durch das Handeln des Betroffenen bestimmende, in den Menschen „eingefahrene“ Wesen oder übernatürliche Kräfte, die sich in einem ausgeprägten Erregungszustand zeigt. Die Verhaltens- und Bewusstseinsänderung wird in einigen Religionsgemeinschaften und Glaubensrichtungen auf das Eindringen eines Dämons, eines Geistes oder einer Gottheit zurückgeführt. Der Duden bezeichnet besessen als im Volksglauben verwurzelt „von bösen Geistern beherrscht, wahnsinnig“ oder allgemeiner als „von etwas völlig beherrscht, erfüllt.“
Der Begriff Besessenheit wird im übertragenen Sinne auch medizinisch und psychologisch, aber auch historisch im kriminologisch-polizeilichen Bezug verwendet.

## Religion
Laut dem Religionspsychologen Michael Utsch von der Evangelischen Zentralstelle für Weltanschauungsfragen werden als Besessenheit „religiöse Extremzustände“ gedeutet, die in vielen Kulturen und Religionen vorkommen. Religionswissenschaftlich werde „damit ein ungewöhnliches Verhalten in einem veränderten Bewusstseinszustand beschrieben, wobei sich die betroffene Person als durch einen Geist oder eine Gottheit besessen und gesteuert erlebt.“ Nach diesem erweiterten Begriff schließe er auch positiv-erwünschte Formen ein. Besessenheitsphänomene seien im Spiritismus der afrikanischen, asiatischen und lateinamerikanischen Kulturen (Passie 2011) sowie in den weltweiten Pfingstgemeinden (Währisch-Oblau 2011) sowie in Europa „im Milieu alternativer Lebenshilfe“ (Pöhlmann 2011) „recht häufig“ zu beobachten. Moshe Sluhovsky (2011) unterteilt zwischen „heiliger und dämonischer Besessenheit“. Eine stärkere Rolle außerhalb von sogenannten Stammeskulturen spiele der Begriff im Christentum in Teilen der katholischen Kirche sowie der Pfingstbewegung; ferner auch der sogenannten „Esoterikszene“ in Europa (vgl. Channeling). Der islamische Kulturraum kennt nach traditioneller Auffassung gute und böse Geister („Dschinnen“), die auf den Menschen einwirken würden.

### Juden- und Christentum

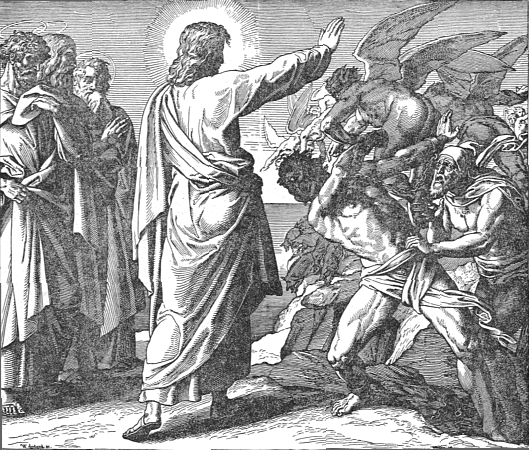
Julius Schnorr von Carolsfeld: Der liebende Jesus jagt Dämonen in unschuldige Schweine, 1860. Nach Heilungswundern in Bibelstellen: Die Heilung der Besessenen von Gadara (Mt 8,28-34 EU), Die Heilung eines mondsüchtigen Jungen (Mt 17,14-20 EU) und Die Wirkung des ersten Auftretens (Mt 4,23-24 EU)

Im Neuen Testament finden sich Fälle von angeblicher Besessenheit. Die Evangelien berichten von Heilungen Betroffener durch Jesus, der selber von seinen Gegnern als (dämonisch) besessen (griechisch δαιμονιζόμενος) bezeichnet wurde, im Sinne einer „Austreibung“ in der geistigen Tradition des Judentums. Von Seiten der modernen historisch-kritischen Bibelforschung wird die Existenz von Dämonen und damit die diesbezüglichen neutestamentlichen Zeugnisse abgelehnt mit der Erklärung, dass der damaligen Zeit heutige Kenntnisse über psychische Krankheiten fehlten und solche somit irrigerweise als dämonische Besessenheiten bezeichnet worden seien (so zum Beispiel Rudolf Bultmann: „Man kann nicht elektrisches Licht und Radioapparat benutzen, in Krankheitsfällen moderne medizinische und klinische Mittel in Anspruch nehmen und gleichzeitig an die Geister- und Wunderwelt des Neuen Testaments glauben“).
Nach jüdischem Volksglauben kann es zu einem Zustand der Besessenheit kommen, indem ein Dibbuk, ein Totengeist, in einen Menschen fährt.
Die unterschiedliche Bewertungen von Besessenen (genannt auch Energumenen) bzw. Besessenheit zeigen sich in verschiedenen historischen Lexikoneinträgen, so schrieb etwa Meyers Großes Konversations-Lexikon 1905 mit Hinzunahme eines historischen Abrisses:

„Besessene (Obsessi, Daemoniaci, auch Lunatici, »von einem bösen Geist oder Dämon in Besitz Genommene«), zur Zeit Jesu Bezeichnung einer besonders in Galiläa häufig vorkommenden Klasse von Kranken, die an einer Art Epilepsie oder fallender Sucht litten. Manche Krankheiten, die wir nach dem heutigen Stande der Wissenschaft Wahnsinn oder Tobsucht nennen würden, erklärte das nachexilische, vom Parsismus beeinflußte Judentum aus dem Vorhandensein böser Geister. Derselben Ursache wurden dann auch mit einer Trübung des Geisteslebens verbundene Krankheiten und Gebrechen zugeschrieben, wie Epilepsie, Mondsucht, Stummsein, Lähmung u. dgl. Aus Josephus wissen wir, wie verbreitet diese den Lehren Moses' und der Propheten entgegenstehende Vorstellung war, die nicht nur in jüdischen Kreisen vorherrschte, sondern auch von der alexandrinischen Theologie und durch sie im Neuplatonismus verwendet wurde. Der Widerspruch, den unsre heutige Wissenschaft gegen die ganze Vorstellung erhebt, darf uns nicht blind machen gegen die Tatsache, daß die neutestamentlichen Schriftsteller den Glauben an Besessenheit durchweg teilen. Ebenso geht Jesus selbst ganz unbefangen auf die Ansichten der Kranken und der Pharisäer ein; nur greift er nicht, wie diese, zu magischen Beschwörungen, sondern übt durch die Macht seiner Persönlichkeit eine rein geistige Wirkung auf die Kranken aus. […] Auch in den Zeiten mittelalterlichen Aberglaubens hielt man einen großen Teil von Irren für B., wofür die Hexenprozesse des 13.–15. Jahrh. zahllose Beispiele liefern. Noch 1573 erlaubte ein englischer Parlamentsbeschluß, auf diejenigen Jagd zu machen, die sich für Werwölfe […] ausgaben und in den Wäldern umherirrten. Bis in die neueste Zeit fehlt es übrigens nicht an Theologen, die, am Buchstaben der Bibel hangend, ein Besessensein der Menschen durch Dämonen behaupten zu müssen glauben und sie durch Erfahrungsfälle und deren mystische oder spekulativ-psychologische Deutung erweisen wollen (I. Kerner u. a.).“

Das Universal-Lexikon der Gegenwart und Vergangenheit konzentrierte sich 1857 im Wesentlichen auf die Krankheitsbilder der sogenannten Besessenen:

„Besessene (Dämonische, Daemoniaci), Menschen, welche nach den Vorstellungen der Juden einen od. mehrere böse Geister (Dämon) in sich hatten, welche sie mit einer körperlichen od. geistigen Krankheit, mit Melancholie, Epilepsie, Tobsucht, Wahnsinn plagten. Es gab Beschwörer, welche diese Geister austrieben, u. auch Jesus wußte solche Kranke durch die Kraft seines Wortes u. Geistes zu heilen. Farmer (Versuch über die dämonischen Leute, aus dem Englischen 1776) u. Semler (De daemoniacis, 1779) haben diese Krankheiten zuerst aus natürlichen Ursachen abgeleitet. Die B-n sinb Kranke, welche an Epilepsie, Veitstanz, Geisteskrankheit, Mondsucht (daher Lunatici) leiden. Ganz neuerlich hat man wieder versucht, in den B-n, vorzüglich Geisteskranken u. Mondsüchtigen, die Einwirkung böser Geister zu sehen.“

Das Damen Conversations Lexikon warnte bereits 1834 vor „Aberglauben“:

„Besessene, nannten die Juden bereits zu Jesu Zeiten alle diejenigen, welche an schweren Krankheiten, wie Melancholie, Wahnsinn, Aussatz u. dergl., litten, indem nach ihrer Meinung der Teufel seine Dämonen in solche Menschen geschickt haben sollte. Dieser Glaube hat sich unter veränderten Gestalten lange fort erhalten, ist aber in der neuern Zeit, wo wir mit den Kräften der Natur und ihren Wirkungen vertrauter geworden sind, fast ganz verschwunden. Mysticismus, Magnetismus und Galvanismus, und letztere namentlich durch ihre noch nicht genug bekannten Einwirkungen auf den Menschen, haben in neuester Zeit Leichtgläubigen oder Betrügern zuweilen die Hand geboten, den alten Aberglauben wieder aufzufrischen.“

Das Brockhaus Bilder-Conversations-Lexikon ergänzte 1837 hinsichtlich christlicher Praktiken:

„[…] Obgleich der Geist des Christenthums den Glauben an die Gewalt böser Geister über die Menschen nicht begünstigt, ging er doch auf die ersten Christen über und wurde später so allgemein, daß die Beschwörung böser Geister einen Theil der kirchlichen Liturgie ausmachte und daß der […] Exorcismus oder die Austreibung der Teufel aus Besessenen und die Bannung böser Geister überhaupt mittels Weihwasser, Crucifix, Reliquien und Gebet noch im Mittelalter ein wichtiges und einträgliches Geschäft der Geistlichkeit war, ja selbst der neuesten Zeit sind Beispiele dieses Aberglaubens nicht fremd geblieben.“

#### Kontroversen
Angenommene Besessenheitsphänomene polarisieren bis heute stark. Sie werden von Teilen der römisch-katholischen Kirche als Beleg der Existenz dämonischer Wesen verstanden. Andererseits werden sie von Naturwissenschaftlern für Symptome von psychischen Erkrankungen oder organischen Störungen (zum Beispiel Epilepsie) gesehen. Der katholische Publizist Joseph Görres thematisierte die religiös gedeuteten Krankheiten in seinem Werk Die christliche Mystik in der ersten Hälfte des 19. Jahrhunderts.
Die römisch-katholische Kirche erkannte Anfang Juli 2014 die in etwa 30 Ländern vertretene Internationale Vereinigung der Exorzisten (AIE) offiziell als private rechtsfähige Gesellschaft an. Axel Seegers, Theologe bei der Beratungsstelle für Sekten- und Weltanschauungsfragen der Erzdiözese München sagte in einem Interview: „Prinzipiell ist das weltweit in der Katholischen Kirche kein umstrittenes Thema. Ob in Italien oder Spanien, in Südamerika oder Asien: Überall gibt es ganz selbstverständlich Priester, die Exorzismus durchführen.“ Die Katholische Kirche habe „mehr als eine Milliarde Mitglieder in sehr unterschiedlichen Kulturräumen. Was für uns ausgeschlossen sei, werde in anderen Ländern als vollkommen normal betrachtet.“ Seit dem Fall Anneliese Michel habe es in Deutschland keinen offiziellen Exorzismusfall gegeben, jedoch würden zahlreiche inoffizielle „Teufelsaustreibungen“ teils auch von Priestern vorgenommen. Zudem sei seit der Überarbeitung des sogenannten Rituale Romanum 1999 vorgeschrieben, dass Priester bei der Begutachtung auch Mediziner und Psychiater hinzuziehen sollen. Der katholische Theologe und Psychotherapeut Jörg Müller berichtet ebenso von einem Bedürfnis von vielen Patienten, von „dämonischer Besessenheit und bösen Flüchen geheilt“ zu werden. Die Mehrheit sei „traumatisiert aus der Kindheit aufgrund von Missbrauch sexueller, physischer oder emotionaler Art. Das ist meistens verdrängt und kann dann später Symptome erzeugen, die man irgendeiner Besessenheit zuordnet.“ Heute würden wir aber wissen, „dass das eine Form der Abspaltung von Empfindungen und Gefühlen ist, um sich zu schützen.“ Eine Abspaltung „führe später zu den bekannten Symptomen wie Stimmen hören, Fratzen sehen oder sich von etwas Fremdem berührt fühlen.“ Christa Roth-Sackenheim, Vorsitzende des Berufsverbandes Deutscher Psychiater hält exorzistische Rituale für reine Suggestion, da durch sie die Vorstellung von Besessenheit erst geschaffen und das Leid der Betroffenen unter Umständen noch verstärkt werde. „Manifeste seelische Erkrankungen können nicht durch Exorzismus gelöst oder geheilt werden. Es kann aber zu Verschlimmerungen kommen, wenn medizinische Hilfe“ unterbleibe.

### Afrikanische Religionen
In Kulturen in Afrika gibt es Besessenheitskulte sowohl innerhalb von traditionellen Religionen (etwa den Nya-Kult in Mali und Burkina Faso) und im christlichen Umfeld (Mashawe und Vimbuza in Sambia, Pepo in Tansania), als auch innerhalb des Volksislam (Bori in Nigeria, Zar im Sudan und in Ägypten, Aisha Qandisha und Derdeba in Marokko, Stambali in Tunesien). In den sich aus der afrikanischen Tradition ableitenden synkretistischen Religionen (Voodoo, Santería, Candomblé) gibt es einen Zustand der Trance oder künstlich herbeigeführten temporären Besessenheit, der sogar erwünscht ist, in dem Götter oder Geister Verstorbener, meist sogenannte „Ahnen“, von den Menschen Besitz ergreifen sollen, wie es zum Beispiel der Regisseur Jean Rouch im Film Les Maitres Fous darstellte. Im Zar- und Pepo-Kult werden im Wesentlichen Fremdgeister (von anderen Ethnien stammende Geister) verehrt, ebenso im Tchamba-Kult im Süden Togos. Die fremden Geister stammen hier von früheren Sklaven.

### Indien
Im indischen Volksglauben stammen allgemein Bhuta genannte Geister, die Besessenheit verursachen können, von den Seelen der Menschen ab, die auf unnatürliche Weise (Unfall, Mord oder Suizid) zu Tode gekommen oder nicht mit den erforderlichen Ritualen bestattet worden sind. In Rajasthan heißt ein solcher Geist Vir, wenn er von einem Menschen Besitz ergriffen hat, der plötzlich krank geworden ist oder ungewöhnliche Verhaltensweisen zeigt. Solcherart Erkrankte stammen meist aus den unteren Bevölkerungsschichten. Eine Erklärung verweist auf den Versuch des Verhaltensauffälligen, aus den rigiden sozialen Zwängen der Familie oder Dorfgemeinschaft vorübergehend und gesellschaftlich akzeptiert auszubrechen. Ein Heilungspriester (Bhopa) behandelt die Krankheitsfälle, nachdem er in einem Ritual sich selbst vom besonderen Totengeist Bavaji, der in der Schlange Vasuki wiedergeboren wurde, hat befallen lassen.
Bei ursprünglich volksreligiösen Ritualdramen, die später mit dem Hinduismus verschmolzen sind, werden auf dem Höhepunkt der Veranstaltung die Ritualtänzer von einer Gottheit besessen und sind während dieser Zeit in der Lage, Orakel an die versammelten Gläubigen zu geben. Neben der einfachen Form des Bhuta kola in Karnataka und Kerala an der Südwestküste Indiens gehören zu diesen, auf altindische Traditionen zurückgehenden Ritualen unter anderem das mit großem finanziellen Aufwand organisierte Teyyam-Fest, das ähnliche Ritualtheater Mutiyettu und das nur für Gläubige in kleinerem Rahmen organisierte Ayyappan tiyatta in derselben Region sowie die beiden Maskentänze Gambhira und Midnapur chhau in Westbengalen. Zum Umfeld des Bhuta kola gehört das an mehreren Dörfern in derselben Region jährlich stattfindende Ritual Siri jatre, bei dem nicht wie sonst in Indien einer oder wenige männliche Teilnehmer, sondern eine große Zahl Frauen zugleich von der niederen weiblichen Gottheit Siri besessen werden. Rituelle Besessenheit von einem höheren Gott (Deva) ist üblicherweise ein Privileg von Mitgliedern der obersten Brahmanenkaste.
Bei den Gaddis, einer Stammesgesellschaft am Südrand des Himalaya in den Bundesstaaten Himachal Pradesh und Jammu und Kaschmir gehört Besessenheit als öffentlich inszeniertes Verhalten zu den hinduistischen Ritualen, die von unteren Kasten und zugleich von Brahmanen praktiziert werden.

## Medizin bzw. Psychopathologie
Als Trance- und Besessenheitszustände (ICD-10-Codierung F44.3) werden in der Internationalen statistischen Klassifikation der Krankheiten und verwandter Gesundheitsprobleme psychische Störungen bezeichnet, bei denen ein „zeitweiliger Verlust der persönlichen Identität und der vollständigen Wahrnehmung der Umgebung auftritt“. Diese Unterformen einer dissoziativen Störung dürfen nur diagnostiziert werden, sofern sie nicht in kulturell oder religiös akzeptierten Situationen auftreten oder nicht freiwillig bzw. gewollt gesucht werden. Ebenso auszuschließen sind eine dissoziative Identitätsstörung, eine Schizophrenie, anhaltend paranoide Störung und Wahnvorstellungen im Rahmen einer schweren Depression. Ausgeschlossen sind auch Zustandsbilder auf einer organischen Grundlage (so Vergiftungen durch psychotrope Substanzen, vorangegangenes Schädel-Hirn-Trauma, organische Persönlichkeitsstörung).
Unterschieden wird Trance als vorübergehende Bewusstseinsveränderung mit zwei der folgenden Merkmale: Verlust des Gefühls der persönlichen Identität, Einengung des Bewusstseins in Bezug auf die unmittelbare Umgebung oder eine ungewöhnlich eingeengte und selektive Fokussierung auf Reize aus der Umgebung sowie der Einschränkung von Bewegungen, Haltungen und Gesprochenem auf die Wiederholung eines kleinen Repertoires. Als Besessenheitszustand wird dagegen die Überzeugung des Betroffenen genannt, von einem Geist, einer Macht, einer Gottheit oder einer anderen Person beherrscht zu werden. Beide Merkmale fänden sich insbesondere bei Patienten der sogenannten Dritten Welt.